# Parker McCollum

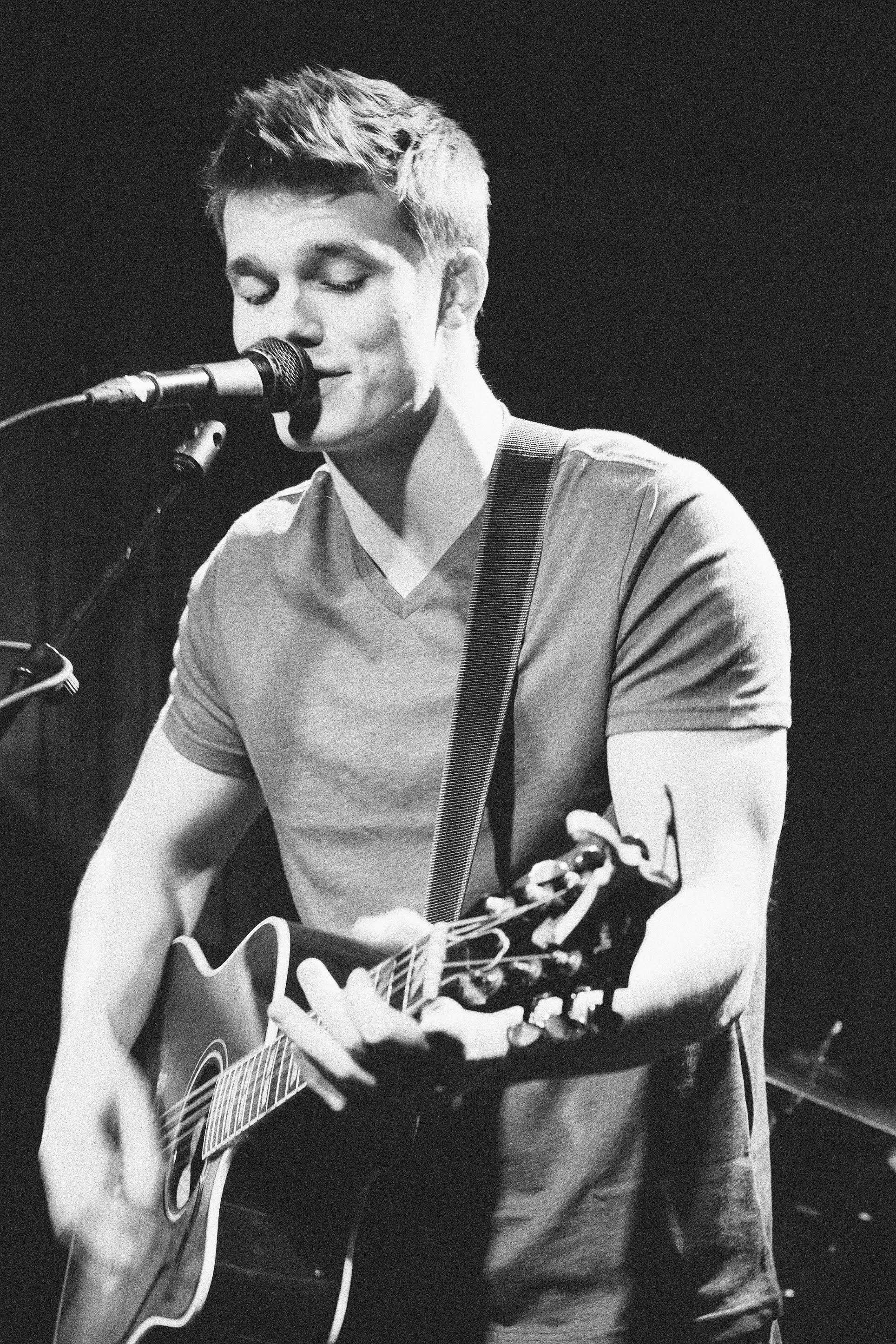
Parker McCollum

Parker McCollum (* 15. Juni 1992) ist ein US-amerikanischer Countrysänger und Songwriter.

## Karriere
Im Alter von 13 Jahren begann McCollum mit dem Schreiben eigener Musik. Im Jahr 2015 erschien sein erstes Album The Limestone Kid, 2017 folgte  Probably Wrong. Beide Alben wurden kein großer kommerzieller Erfolg. Den Durchbruch in den USA schaffte McCollum im Jahr 2019 mit der EP Hollywood Gold, die Platz 99 der Billboard 200 erreichte und mit der Single Pretty Heart, die auf Platz 36 der Billboard Hot 100 kam.

## Diskografie

### Alben
| Jahr | Titel Musiklabel                      | Höchstplatzierung, Gesamtwochen, AuszeichnungChartplatzierungen (Jahr, Titel, Musiklabel, Platzierungen, Wochen, Auszeichnungen, Anmerkungen) | Höchstplatzierung, Gesamtwochen, AuszeichnungChartplatzierungen (Jahr, Titel, Musiklabel, Platzierungen, Wochen, Auszeichnungen, Anmerkungen) | Anmerkungen                                             |
| Jahr | Titel Musiklabel                      | US | Country | Anmerkungen                                             |
| ---- | ------------------------------------- | --- | --- | ------------------------------------------------------- |
| 2015 | The Limestone Kid Selbstverlag        | — | — | Erstveröffentlichung: 24. Februar 2015                  |
| 2017 | Probably Wrong Selbstverlag           | — | — | Erstveröffentlichung: 10. November 2017                 |
| 2021 | Gold Chain Cowboy MCA Nashville (UMG) | US60 Gold · (1 Wo.)US | Country6 (28 Wo.)Country | Erstveröffentlichung: 30. Juli 2021 Verkäufe: + 500.000 |
| 2023 | Never Enough MCA Nashville (UMG)      | US56 (2 Wo.)US | Country12 (44 Wo.)Country | Erstveröffentlichung: 12. Mai 2023                      |
| 2025 | Parker McCollum MCA Nashville (UMG)   | US35 (1 Wo.)US | Country6 (2 Wo.)Country | Erstveröffentlichung: 27. Juni 2025                     |

### EPs
| Jahr | Titel Musiklabel                   | Höchstplatzierung, Gesamtwochen, AuszeichnungChartplatzierungen (Jahr, Titel, Musiklabel, Platzierungen, Wochen, Auszeichnungen, Anmerkungen) | Höchstplatzierung, Gesamtwochen, AuszeichnungChartplatzierungen (Jahr, Titel, Musiklabel, Platzierungen, Wochen, Auszeichnungen, Anmerkungen) | Anmerkungen                            |
| Jahr | Titel Musiklabel                   | US | Country | Anmerkungen                            |
| ---- | ---------------------------------- | --- | --- | -------------------------------------- |
| 2019 | Hollywood Gold MCA Nashville (UMG) | US99 (4 Wo.)US | Country10 (17 Wo.)Country | Erstveröffentlichung: 16. Oktober 2019 |

Weitere EPs
- 2013: A Red Town View
- 2017: Probably Wrong: Session One
- 2017: Probably Wrong: Session Two

### Singles
| Jahr | Titel Album                          | Höchstplatzierung, Gesamtwochen, AuszeichnungChartplatzierungen (Jahr, Titel, Album, Platzierungen, Wochen, Auszeichnungen, Anmerkungen) | Höchstplatzierung, Gesamtwochen, AuszeichnungChartplatzierungen (Jahr, Titel, Album, Platzierungen, Wochen, Auszeichnungen, Anmerkungen) | Anmerkungen                                                 |
| Jahr | Titel Album                          | US | Country | Anmerkungen                                                 |
| ---- | ------------------------------------ | --- | --- | ----------------------------------------------------------- |
| 2019 | Pretty Heart Hollywood Gold          | US36 ×3Dreifachplatin · (22 Wo.)US | Country4 (36 Wo.)Country | Erstveröffentlichung: 30. August 2019 Verkäufe: + 3.040.000 |
| 2020 | Young Man’s Blues Hollywood Gold     | US— GoldUS | Country50 (1 Wo.)Country | Erstveröffentlichung: 14. August 2020 Verkäufe: + 500.000   |
| 2021 | To Be Loved By You Gold Chain Cowboy | US41 Platin · (20 Wo.)US | Country6 (39 Wo.)Country | Erstveröffentlichung: 1. Januar 2021 Verkäufe: + 1.000.000  |
| 2022 | Handle on You Never Enough           | US30 Platin · (20 Wo.)US | Country10 (38 Wo.)Country | Erstveröffentlichung: 5. August 2022 Verkäufe: + 1.000.000  |
| 2022 | Stoned Never Enough                  | — | Country40 (1 Wo.)Country | Erstveröffentlichung: 2. Dezember 2022                      |
| 2023 | Burn It Down Never Enough            | US42 Platin · (25 Wo.)US | Country7 (42 Wo.)Country | Erstveröffentlichung: 11. August 2023 Verkäufe: + 1.000.000 |
| 2024 | What Kinda Man Parker McCollum       | — | Country29 (… Wo.)Country | Erstveröffentlichung: 13. September 2024                    |

Weitere Singles
- 2013: Highway
- 2015: Meet You in the Middle
- 2015: High Above The Water
- 2016: All Day
- 2017: I Can’t Breathe (US: Gold)
- 2017: Hell of a Year (US: Gold)
- 2018: Misunderstood
- 2020: Like a Cowboy (US: Gold)

## Auszeichnungen für Musikverkäufe
| Goldene Schallplatte - Kanada - 2021: für die Single Pretty Heart - Vereinigte Staaten - 2022: für das Lied Love |

Anmerkung: Auszeichnungen in Ländern aus den Charttabellen bzw. Chartboxen sind in ebendiesen zu finden.
| Land/RegionAuszeichnungen für Musikverkäufe (Land/Region, Auszeichnungen, Verkäufe, Quellen) | Gold     | Platin     | Verkäufe  | Quellen         |
| -------------------------------------------------------------------------------------------- | -------- | ---------- | --------- | --------------- |
| Kanada (MC)                                                                                  | Gold1    | —          | 40.000    | musiccanada.com |
| Vereinigte Staaten (RIAA)                                                                    | 6× Gold6 | 6× Platin6 | 9.000.000 | riaa.com        |
| Insgesamt                                                                                    | 7× Gold7 | 6× Platin6 |           |                 |